# سوبراتا روی
سوبراتا روی (انگلیسی: Subrata Roy; ۱۰ ژوئن ۱۹۴۸ – ۱۴ نوامبر ۲۰۲۳) سیاستمدار و کارآفرین اهل هند بود، که در سال ۱۹۷۸ شرکت صحرا ایندیا پاریور را تأسیس کرد.